# Cologno Nord
Cologno Nord – stacja początkowa metra w Mediolanie, na linii M2. Znajduje się na via Carlo Alberto Dalla Chiesa, w Cologno Monzese i zlokalizowana jest przed stacją Cologno Centro. Została otwarta w 1981.